# Zhu Yangzhu
Zhu Yangzhu est un astronaute chinois. Il est membre du troisième groupe d'astronautes chinois, sélectionné en 2020.
Il est sélectionné pour la mission Shenzhou 16 qui est lancée en mai 2023.